# إلمر وليامز
إلمر وليامز (بالإنجليزية: Elmer Williams) هو منافس ألعاب قوى أمريكي، ولد في 8 أكتوبر 1964 في Naguabo, Puerto Rico ‏ في الولايات المتحدة.

## وصلات خارجية
- إلمر وليامز على موقع الاتحاد الدولي لألعاب القوى (الإنجليزية)
- إلمر وليامز على موقع أوليمبيديا (الإنجليزية)